# Marquesado del Palmer
El título le fue concedido inicialmente por el archiduque de Austria el 5 de julio de 1709 a D. Guillermo Abrí-Dezcallar Serralta, caballero del hábito de Alcántara, maese de campo de infantería y embajador de Mallorca a la corte de España.
El título nobiliario de marqués del Palmer fue otorgado de nuevo por el rey Fernando VII de España el 3 de marzo de 1818 a Jorge Abrí-Dezcallar y Santandreu, caballero de Justicia de la Orden de Malta, biznieto del anterior.

## Marqueses del Palmer
|                                    | Titular                                        | Periodo                            |
| Creación por Archiduque Carlos III | Creación por Archiduque Carlos III             | Creación por Archiduque Carlos III |
| ---------------------------------- | ---------------------------------------------- | ---------------------------------- |
| I                                  | Guillermo Abrí-Dezcallar Serralta              | 1709                               |
| Creación por Fernando VII          |                                                |                                    |
| II                                 | Jorge Abrí-Dezcallar y Santandreu              | 1818-1860                          |
| III                                | Guillermo Abrí-Dezcallar y Sureda              | 1860-1891                          |
| IV                                 | Jorge Dezcallar y Gual                         | 1891-1925                          |
| V                                  | Guillermo Abrí Dezcallar y Montis              | 1925-1966                          |
| VI                                 | Jorge Dezcallar y Moysí                        | 1966-1975                          |
| VII                                | Jaime Abrí-Dezcallar y Machimbarrena           | 1975-1982                          |
| VIII                               | María del Pilar Abri-Dezcallar y Machimbarrena | 1982-2017                          |
| IX                                 | María Zaforteza y Dezcallar                    | 2017- actual titular               |